# NGC 1498
NGC 1498 est constitué de trois étoiles situées dans la constellation de l'Éridan. L'astronome germano-britannique William Herschel a enregistré la position de ces trois étoiles le 8 février 1784.